# نایکا بنیتز
نایکا بنیتز (انگلیسی: Nayka Benítez؛ زادهٔ ۸ فوریهٔ ۱۹۸۹) بازیکن والیبال اهل پورتوریکو است.